# Tvinngarn
Tvinngarn är eventuellt snarlikt blandgarn, men med fokus på att blandningen består av olika tvinnade garner.